# Nauru ai Giochi della XXXI Olimpiade
Nauru ha partecipato ai Giochi della XXXI Olimpiade di Rio de Janeiro, che si svolgono dal 5 al 21 agosto 2016, con una delegazione di 2 atleti in 2 discipline. È la 6ª partecipazione consecutiva degli atleti ai giochi olimpici estivi dopo il debutto ad Atlanta 1996.
Alla cerimonia di apertura il portabandiera è stato il sollevatore Elson Brechtefeld.

## Delegazione
| Sport             | Uomini | Donne | Totale |
| ----------------- | ------ | ----- | ------ |
| Judo              | 1      | 0     | 1      |
| Sollevamento Pesi | 1      | 0     | 1      |
| Totale            | 2      | 0     | 2      |

## Judo
Maschile
| Atleta     | Evento | 16-esimi                     | Ottavi                                | Quarti               | Semifinali           | Ripescaggio          | Med. bronzo          | Finale               | Posizione       |
| Atleta     | Evento | Avversario Risultato         | Avversario Risultato                  | Avversario Risultato | Avversario Risultato | Avversario Risultato | Avversario Risultato | Avversario Risultato | Posizione       |
| ---------- | ------ | ---------------------------- | ------------------------------------- | -------------------- | -------------------- | -------------------- | -------------------- | -------------------- | --------------- |
| Ovini Uera | −90 kg | R. James (BIZ) V (0100-0000) | V. Lip'art'eliani (GEO) P (0000-0100) | non qualificato      | non qualificato      | non qualificato      | non qualificato      | non qualificato      | non qualificato |

## Sollevamento pesi
Maschile
| Atleta            | Evento | Strappo   | Strappo    | Slancio   | Slancio    | Totale | Classifica |
| Atleta            | Evento | Risultato | Classifica | Risultato | Classifica | Totale | Classifica |
| ----------------- | ------ | --------- | ---------- | --------- | ---------- | ------ | ---------- |
| Elson Brechtefeld | −56 kg | 98        | 17º        | 125       | 15º        | 223    | 15º        |